# عزيزة عبد الله أبو لحوم
عزيزة عبد الله أبو لحوم (ولد 1945) هي روائية وكاتبة يمنية. ولدت في نحم في عائلة شيخية بارزة وعلى الرغم من أنها تدخل مدارس رسمية إلا أنها ترعرعت في بيئة علمية ثقافية. تزوجت من دبلوماسي الذي سمح لها أن تعيش في الخارج وتجرب الثقافات الأجنبية قبل أن تعود للعيش في صنعاء.
جنبا إلى جنب مع رمزية الإرياني تعتبر عزيزة واحدة من النساء الرائدات في الأدب اليمني المعاصر. نشرت أول رواية لها أحلام ونبيلة من القاهرة في عام 1997 وقد نشرت منذ ذلك الوقت عدة روايات. على نطاق أوسع لعبت دورا رئيسيا في حركة حقوق المرأة في اليمن. ساهمت في إنشاء جمعية المرأة اليمنية في السبعينات وشاركت أيضا في المجلس النسائي ومقره الولايات المتحدة الأمريكية.
بسبب طول اسم أبو لحوم فإن عزيزة تفضل النشر تحت اسم عزيزة عبد الله.